# Land der schwarzen Sonne
Land der schwarzen Sonne (Originaltitel: Mountains of the Moon) ist ein US-amerikanischer Abenteuerfilm aus dem Jahr 1990. Regie führte Bob Rafelson, der gemeinsam mit William Harrison das Drehbuch anhand dessen Buches Burton and Speke schrieb.

## Handlung
Die Handlung spielt in der Mitte des 19. Jahrhunderts. Richard Francis Burton reist nach Ostafrika und begibt sich gemeinsam mit John Hanning Speke auf die Suche nach den Quellen des Nils. Durch die Strapazen der Reise entsteht eine Freundschaft zwischen den beiden unterschiedlichen Charakteren. Nach über einem Jahr entdeckt die Expedition in der Nähe eines arabischen Handelspostens zwei große Seen, die möglicherweise die Quellen des Nils sind. Zurück in England wird aus Freundschaft Feindschaft, und der Konflikt über die Nilquellen soll in der Royal Geographical Society ausgetragen werden. Speke, der seine Fehler erkennt, begeht Selbstmord. Burton begibt sich auf weitere Reisen.

## Kritiken
Roger Ebert schrieb in der Chicago Sun-Times vom 23. März 1990, der Film zeige weniger Abenteuer und Action, sondern eher die Persönlichkeiten der Protagonisten. Die Kostüme und die anderen „unaufdringlichen“ Details seien richtig. Der Film erzähle seine Geschichte nüchtern, intelligent und im ruhigen Stil; er sei „vollends fesselnd“.
Das Lexikon des internationalen Films schrieb, der Film biete eine „aufwendige, spannende und handwerklich sehr beachtliche Abenteuergeschichte mit guten Darstellerleistungen“ und beruhe auf den Tagebüchern Burtons. Es gebe „einige Zugeständnisse an die gängigen Genreklischees und einige vordergründige Härten“, trotzdem stelle er „ein einfaches, aber sinnfälliges Gleichnis auf die Brüchigkeit menschlicher Bindungen“ dar.

## Abweichungen zur historischen Begebenheit
Im Film wird die Expedition gewaltsam von einem Dorfkönig gefangen gehalten, und Speke bricht von dort aus auf, um den Viktoriasee zu entdecken. In der Historie hat Speke den Viktoriasee auf dem Rückweg entdeckt, als die Expedition in Kazeh Halt gemacht hat. Von der Begebenheit mit dem Dorfkönig ist nichts bekannt.

## Auszeichnungen
Iain Glen erhielt im Jahr 1991 den Evening Standard British Film Award.

## Hintergründe
Der Film wurde in Liverpool, London und Kenia gedreht. Er spielte in den Kinos der USA ca. 4 Millionen US-Dollar ein.